# Mohammed Chaara
Mohammed Chaara (Amsterdam, 16 augustus 1980) is een Nederlands acteur.

## Leven en werk
Chaara begon zijn carrière in Goudkust als Samir Amrani. Hij was de eerste Nederlands-Marokkaanse acteur die in de film en op tv doorbrak. Hij speelde gastrollen in een groot aantal televisieseries, waaronder Hartslag en AlexFM. In 2002 speelde Chaara in zijn eerste speelfilm met onder anderen Katja Schuurman in Oesters van Nam Kee.
Verder is hij vooral bekend als Mussi uit de film en serie Shouf Shouf!. In 2005 werd Chaara gevraagd voor de bijrol van Nadir, de broer van Nordip, in Martin Koolhovens Het schnitzelparadijs, waarin hij van de regisseur alle vrijheid kreeg. Chaara kon veel van zijn eigen teksten vormgeven. Samen met de andere acteurs die keukenpersoneel speelden in Het schnitzelparadijs won Chaara het Gouden Kalf voor de beste mannelijke bijrol.
Chaara is sinds 2006 initiatiefnemer van Project Paspoort, waarin hij jongeren ertoe motiveert om spelenderwijs vanuit hun krachten en talenten na te denken over de toekomst. Hij bezoekt hierbij als gastdocent verschillende scholen in Nederland. In 2009 werd Chaara "beste ondernemer van het jaar in Amsterdam".

## Filmografie

### Film
- 1999: De straat is van ons
- 2002: Oesters van Nam Kee - Jamal
- 2004: Shouf Shouf Habibi! - Mustafa
- 2005: Zwarte zwanen - Mo
- 2005: Het schnitzelparadijs - Nadir Doenia
- 2006: Nachtrit - Mahmoud
- 2007: Kicks - Marouan
- 2011: Broeders - Mimo
- 2024: Scotoe - Mo

### Televisie
- 2000-2001: Goudkust - Samir Amarani
- 2002: Spangen - Tarik
- 2002: Costa! - Ronaldino
- 2002: Hartslag I - Mo
- 2003: Hartslag II - Mo
- 2004: Missie Warmoesstraat
- 2005: Baantjer - Mohnir Amound in "De Cock en de moord op de middenstip"
- 2005: AlexFM
- 2006-2007: Shouf Shouf! deel I - Mustafa
- 2007: Shouf Shouf! deel II - Mussi
- 2009: Shouf Shouf! deel III - Mussi
- 2011: De Pelgrimscode - kandidaat, 6e afvaller
- 2014: Popoz
- 2016: Voetbalmeisjes - coach Choukri (hoofdrol)
- 2021: Hoe mijn keurige ouders in de bak belandden - arts
- 2022: Flikken Maastricht - Khalid Benali
- 2024: Zina - Farid El Kaddouri

## Presentaties
- 2007: Planet Europe (NPS) - centrale presentatie
- 2008: In de buurt (AT5) - presentator

## Theater
- 2012: Ik, Driss - Mustapha (Moes)
- 2014: Kapsalon De Comedy - Abdeltief (Ab)

## Regie
- 2008: Is normaal toch (Amersfoort)
- 2010: Samira (Amsterdam Transvaal)
- 2012: Buitenspel[1]
- 2024: Scotoe, in samenwerking met Jamel Aattache en Sinan Eroglu